# کبک دری
کبک دری یا کبک دره  (نام علمی: Tetraogallus caspius) نام یک گونه از زیرخانواده کبکیان و از خانواده قرقاولان است. خاستگاه آن شمال افغانستان، مناطقی از کوه های هندوکش و منطقه وسیعی از دامنه‌های تخارستان است. این پرنده جثه‌ای بزرگ به رنگ خاکستری نخودی دارد. پرهای پروازش سفیدرنگ است و غالباً در مناطق بسیار مرتفع کوهستانی که ارتفاع آن در حدود ۱۸۰۰ تا ۳۰۰۰ متر است، زندگی می‌کند. اندازه بدن پرنده نر ۵۸ سانتی‌متر و پرنده ماده ۵۵ سانتی‌متر است. رنگ شکم تیره و در انتها قرمز کم‌رنگ به نظر می‌آید. در پهلوها رگه‌های طولی پهن به رنگ دارچینی دیده می‌شود که لابه‌لای آن‌ها خاکستری است. دوسوم طول شاه‌پرهای نخستین و ثانوی بال از سمت قاعده سفیدرنگ است که هنگام پرواز در زیر بال به صورت نوار پهن و مشخصی دیده می‌شود. طرح خاص صورتش که شامل نوار چشمی و گلوی سفید، تارک خاکستری و خط خاکستری پر رنگ کنار گردن است از فاصله نزدیک قابل تشخیص می‌باشد. تفاوت پرنده ماده با نر در این است که در پرنده ماده تضاد نقش و نگار صورت کمتر است، ضمناً پرنده ماده کوچک‌تر، کم‌رنگ و تاج و گلو نخودی‌تر است. پرنده نر در پا سیخک یا مهمیز دارد. گونه‌ای که در جنوب غربی ایران دیده می‌شود به رنگ خاکستری روشن یا نخودی است. این پرنده بسیار خجالتی و محتاط بوده و نزدیک شدن به آن بسیار دشوار است. از تماشاگر فرار کرده و با احساس خطر بیشتر، به سرعت بالای کوهستان پرواز می‌کند. به اندازه سایر ماکیان‌ها اجتماعی نیست، و معمولاً جفت جفت دیده می‌شود.
کبک دری به دو گونه تخاری و هندوکشی وجود دارد. این پرنده در پرتگاه‌های با شیب تند، کوهستان‌های صخره‌ای و قله‌های مرتفع با گیاهان اندک و پراکنده، به سر برده و در میان سنگ‌ها و اغلب در لبه صخره‌های مرتفع آشیانه می‌سازد. در ایران بومی و نسبتاً فراوان است. در سال‌های اخیر جمعیت آن به شدت کاهش یافته و شکار آن ممنوع است.

## پراکنش کبک دری در ایران
کبک دری از پرندگان بومی ایران است، در گذشته این پرنده بسیار زیبای ایرانی نسبتاً فراوان بوده و به دلایل شکار بی‌رویه و غیره در حال حاضر این پرنده از گونه‌هایی است که در معرض خطر انقراض نسل قرار دارد. در قدیم در قره‌داغ به وفور یافت می‌شد اما امروزه فقط در ارتفاعات بلند کوه‌های قوشاداغ، هشتسر و غیره یافت می‌شود. این پرنده در لابه‌لای صخره‌ها و سنگ‌ها و در ارتفاعات لانه ساخته و در هر بار ۶ تا ۹ تخم می‌گذارد. رنگ پوسته تخم سبز روشن است. زیستگاه این پرنده در ایران و به‌خصوص در مناطقی از استان چهارمحال و بختیاری، در شهرستان‌های اردل و فارسان و لردگان و در منطقه حفاظت شده تنگ صیاد در نزدیکی شهرکرد می‌باشد. در استان کهگیلویه و بویراحمد و کوه دنا . و همچنین در شمال کشور رشته کوه البرز (البرز مرکزی ) . در استان خراسان شمالی (منطقه حفاظت شده سرانی و قرخود) . در استان آذربایجان شرقی منطقه حفاظت شده (دیزمار) و(ارسباران)  پراکنده شده.